# Sturmpanzer II
Sturmpanzer II (Bison) je jeden z raných improvizovaných typů samohybného děla produkovaných Německem na počátku druhé světové války. Byl vytvořen umístěním těžké polní houfnice sIG 33 150mm na podvozek tanku Panzer II s úmyslem nahradit Sturmpanzer I, který vznikl umístěním téže houfnice na podvozek tanku Panzer I a byl shledán silně nevyhovujícím pro nedostatečné rozměry a přetížení podvozku.
Přestože nový stroj byl parametricky lepší než jeho předchůdce, byl i on shledán neuspokojivým a celý projekt byl záhy opuštěn ve prospěch perspektivnějších typů založených na podvozcích těžších strojů LT vz. 38, Panzer III a Panzer IV. Pouhých 12 kusů Sturmpanzer II vyrobených v roce 1941 bylo nasazeno v Africe a jejich angažmá ukončila porážka Osy na tomto válčišti.